# Escola Superior de Tecnologias e Artes de Lisboa

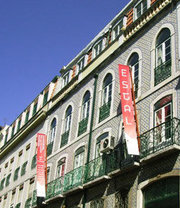
Fachada das antigas instalações onde a ESTAL funcionava, em Lisboa.

A Escola Superior de Tecnologias e Artes de Lisboa (ESTAL) era um estabelecimento de ensino superior politécnico privado português com sede em Lisboa. Criado em 1991, funcionava como estabelecimento de ensino nas áreas do Design e das Artes Performativas.
O estabelecimento de ensino encerrou efetivamente a 30 de novembro de 2019, após a tomada de decisão a dia 9 de agosto, conforme o Despacho n.º 7111/2019 (2.ª série). 

## Causas e consequências do encerramento
A ESTAL foi impedida de reabrir atividade no ano letivo de 2019/2020, devido a falta de condições reunidas para esse efeito. Esta decisão acabou por resultar no encerramento compulsivo da instituição, mais tarde nesse mesmo ano. As causas apontadas para o encerramento destas instituições privadas é a falta de acreditação, da responsabilidade da Agência de Acreditação do Ensino Superior (A3ES). A não acreditação da ESTAL foi resultado da inexistência de um quadro permanente de professores, já que cerca de 85% destes exerciam um contrato de "prestação de serviços", com duração única de um semestre. Outras das razões em causa era a sustentabilidade do Instituto Leonardo Da Vinci, que detinha esta, e não apresentava de garantias patrimoniais. 
O estabelecimento de ensino encerrou efetivamente a 30 de novembro de 2019, após a tomada de decisão a dia 9 de agosto, conforme o Despacho n.º 7111/2019 (2.ª série).  Consequentemente, a DGES autorizou a "abertura de vagas especificamente destinadas à mudança de par instituição/curso dos estudantes inscritos em 2018-2019 nas licenciaturas de Artes Performativas e de Design de Comunicação daquele estabelecimento de ensino".

## Estrutura orgânica
Integravam a estrutura orgânica da Escola Superior de Tecnologias e Artes de Lisboa os seguintes órgãos:
- Conselho Diretivo.
- Conselho Técnico Científico.
- Conselho Pedagógico.
- Provedor do Estudante.

## Oferta formativa
A Escola Superior de Tecnologias e Artes de Lisboa apresentava nos seus últimos anos de funcionamento a seguinte oferta formativa, de natureza politécnica:
- Licenciatura em Design de Comunicação;
- Licenciatura em Artes Performativas;
- Pós-Graduação em Design de Tipos;
- Pós-Graduação em Design Editorial;
- Pós-Graduação em Design de Marca;
- Pós-Graduação em Design de Embalagem;
- Pós-Graduação em Design de Publicidade;
- Pós-Graduação em Design de Informação;
- Pós-Graduação em Design de Espaços Comerciais;
- Pós-Graduação em Web Design;
- Pós-Graduação em Programação Web Design;